# Idaea recrinita
Idaea recrinita är en fjärilsart som beskrevs av Louis Beethoven Prout 1926. Idaea recrinita ingår i släktet Idaea och familjen mätare. Inga underarter finns listade i Catalogue of Life.